# Evangelisches Ratsgymnasium Erfurt
Das Evangelische Ratsgymnasium ist neben der Edith-Stein-Schule Erfurt eines der beiden in kirchlicher Trägerschaft stehenden Gymnasien in Erfurt. Die Schule besteht aus zwei Gebäuden, der Casinoschule und dem Haus am Breitstrom.

## Geschichte

### Gründung 1561
Das Ratsgymnasium wurde am 9. Dezember 1561 durch Beschluss des Magistrats der Stadt Erfurt als gymnasium evangelicum gegründet und am 13. Januar 1562 gegen erzbischöflichen Einspruch eröffnet. Als erster Rektor wurde Paul Dummrich, ein Schüler Philipp Melanchthons, berufen. Sein Sitz war zunächst das 1559 endgültig säkularisierte Augustinerkloster (Erfurt). Daher nannte man es auch schola oder paedagogium in coenobio Augustiniano. Bis zur Gründung einer Jesuitenschule 1611 nahm es neben Kindern evangelischer Eltern auch Kinder katholischer Eltern auf. Als die Stadt Erfurt 1664 ihre Autonomie an die kurmainzische fürstbischöfliche Herrschaft verlor, behielt der Stadtrat dennoch seine Kompetenz für die nunmehr gymnasium senatorium oder Ratsgymnasium genannte und weiterhin evangelisch geprägte Schule.

### Königliches Gymnasium ab 1820
1820 verfügte die preußische Regierung die Aufhebung des Ratsgymnasiums und kündigte auf Grundlage des Humboldtschen Bildungskonzeptes gleichzeitig die Gründung eines neuhumanistischen Gymnasiums mit sechs Klassenstufen an. Das Königliche Gymnasium wurde 1820 zunächst in einem Haus in der Eichengasse eröffnet und zog 1822 in das Gebäude des ehemaligen Jesuitenkollegs in der Schlösserstraße. Schulträger blieb die Stadt Erfurt, als vorgesetzte Behörde fungierte allein die königliche Regierung.
Ab 1844 fand auch Turnunterricht statt, der zunächst im Freien vor dem Schmidtstedter Tor und nach Beginn der Eisenbahnbaus vor dem Andreas-Tor im Freien durchgeführt wurde. 1854 wurde das westlich des Gymnasialhofs gelegene Grundstück angekauft und 1868 zu einem ordentlichen Turnplatz umgebaut. 1867 wurden Prima und Tertia auf jeweils zwei Jahre zerlegt, ein Jahr später erfolgte auch die Teilung der Sekunda, so dass es nun neun Klassenstufen gab. Gleichzeitig werden – beginnend in der Quarta – Parallelklassen eingeführt, um den wachsenden Schülerzahlen gerecht zu werden. Die Sprachenfolge war 1. Latein, 2. Französisch, 3. Altgriechisch und 4. (für die Theologiestudienanwärter) Hebräisch. Das Schulleben wurde mit erläuternden Statistiken in einem jährlich erscheinenden Jahresbericht veröffentlicht.

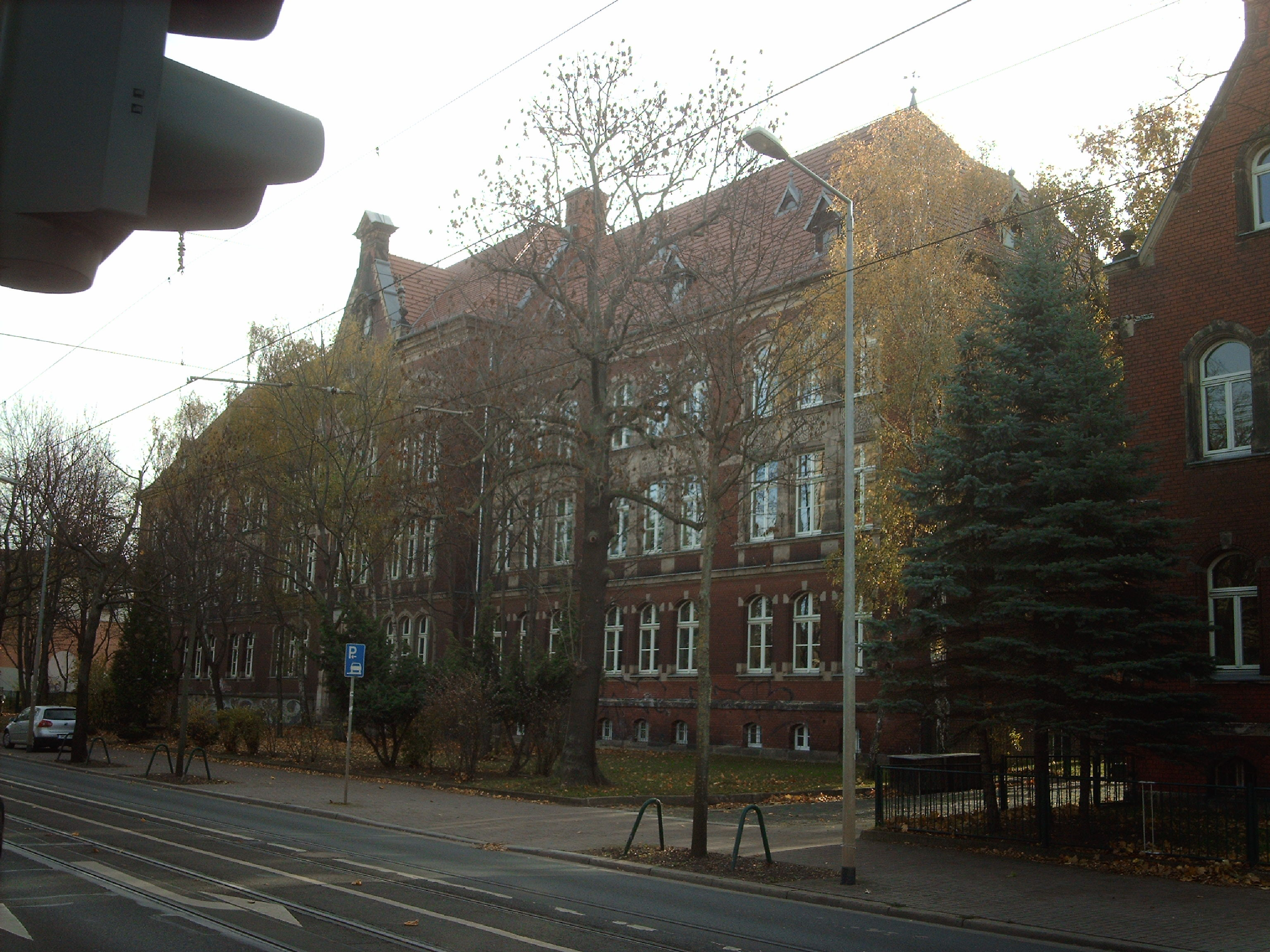
Der Neubau von 1896 in der Schillerstraße, heute die Schillerschule

1894 ließ die Stadt Erfurt für die erheblich gewachsene Schülerzahl ein neues Schulgebäude in der Schillerstraße errichten, das am 3. Juli 1896 feierlich eingeweiht wurde. Zu dieser Zeit waren neben dem Direktor zwölf Oberlehrer, zwei Hilfslehrer und je ein Elementar-, Zeichen-, Gesangs- und katholischer Religionslehrer sowie weitere freiwillige Hilfslehrer tätig. Von den 396 Schülern bekannten sich ca. 70 % zum evangelischen, 20 % zum katholischen und 10 % zum jüdischen Glauben.

### Staatliches Gymnasium ab 1918 bis zur Schließung 1950
Im August 1914 meldete sich die gesamte Oberprima kriegsfreiwillig, ein Notabitur wurde eingeführt. 180 Schüler und fünf Lehrer fielen im Ersten Weltkrieg.
Nach dem Krieg wurde die Schule in Staatliches Humanistisches Gymnasium Erfurt umbenannt. 1938 nahm sie den Namen Staatliches Langemarck-Gymnasium an.
Im Zweiten Weltkrieg, von 1943 bis 1945, wurden die Schüler als Luftwaffenhelfer eingesetzt, was zu stark verkürztem Unterricht führte.
Unter der sowjetischen Verwaltung folgte nach 1945 eine nochmalige Umbenennung in Staatliches Thomas-Müntzer-Gymnasium. Die alten lateinischen Klassenstufenbezeichnungen wurden aufgegeben und durch die einfachen Bezeichnungen Klasse 5 bis 12 ersetzt. Da die Grundschulen gleichzeitig Oberstufen aufbauten, ging die Schülerzahl zurück, so dass schließlich 1950 eine Zusammenlegung mit dem Heinrich-Mann-Gymnasium unter dessen Schulleitung erfolgte. Das Gebäude in der Schillerstraße wurde anschließend zum Pionierhaus umgebaut und als solches 1953 durch Otto Grotewohl eröffnet. 1963 zog das Pionierhaus in das Kommandantenhaus auf den Petersberg und in das Schulgebäude zog die 24. POS mit teilweise über 1.000 Schülern ein, so dass der Unterricht sogar bis zum Neubau einer weiteren Schule in der Goethestraße in zwei Schichten erteilt werden musste.

### Wiedergründung in kirchlicher Trägerschaft 1992

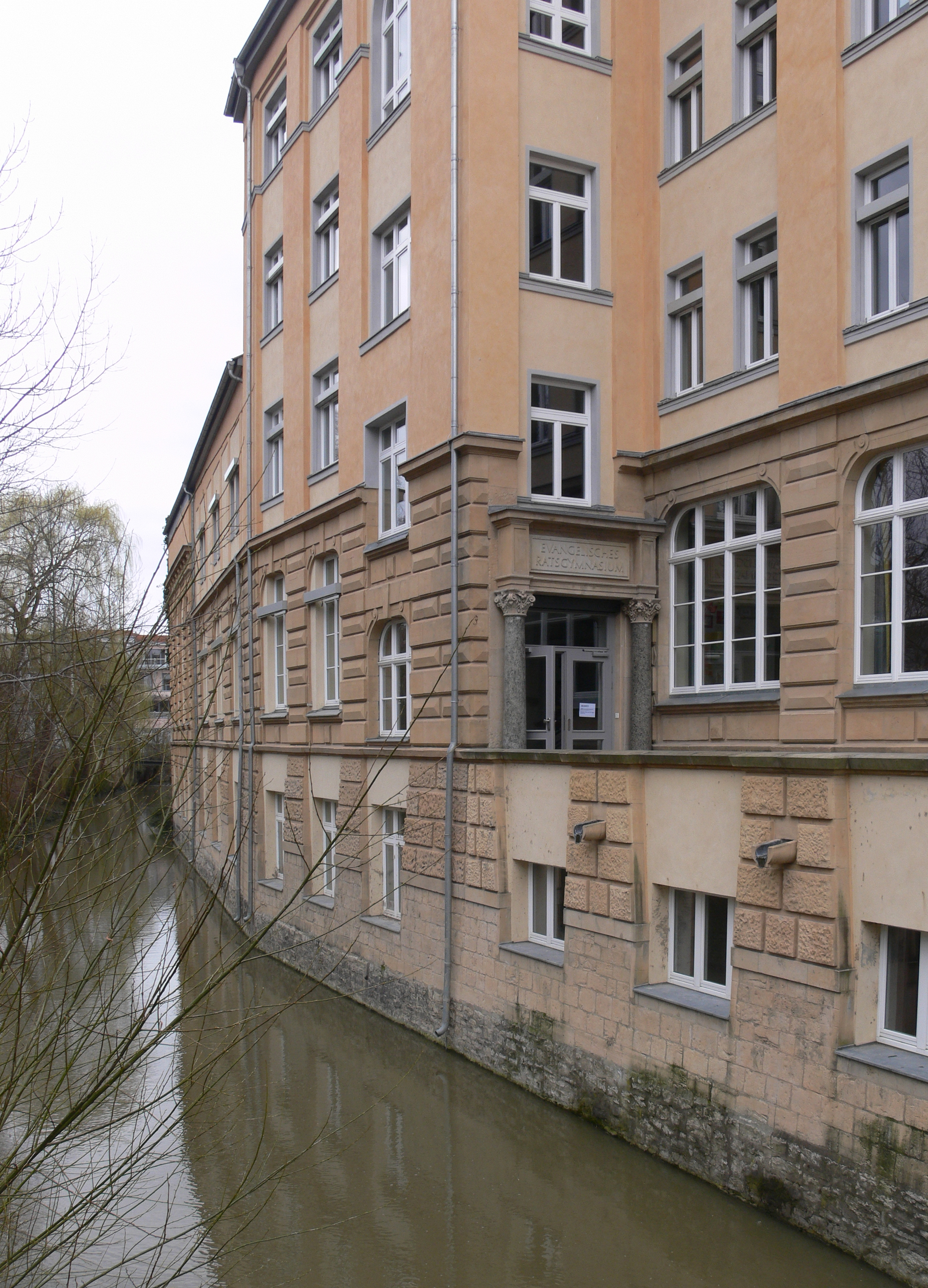
Nebengebäude „Haus am Breitstrom“

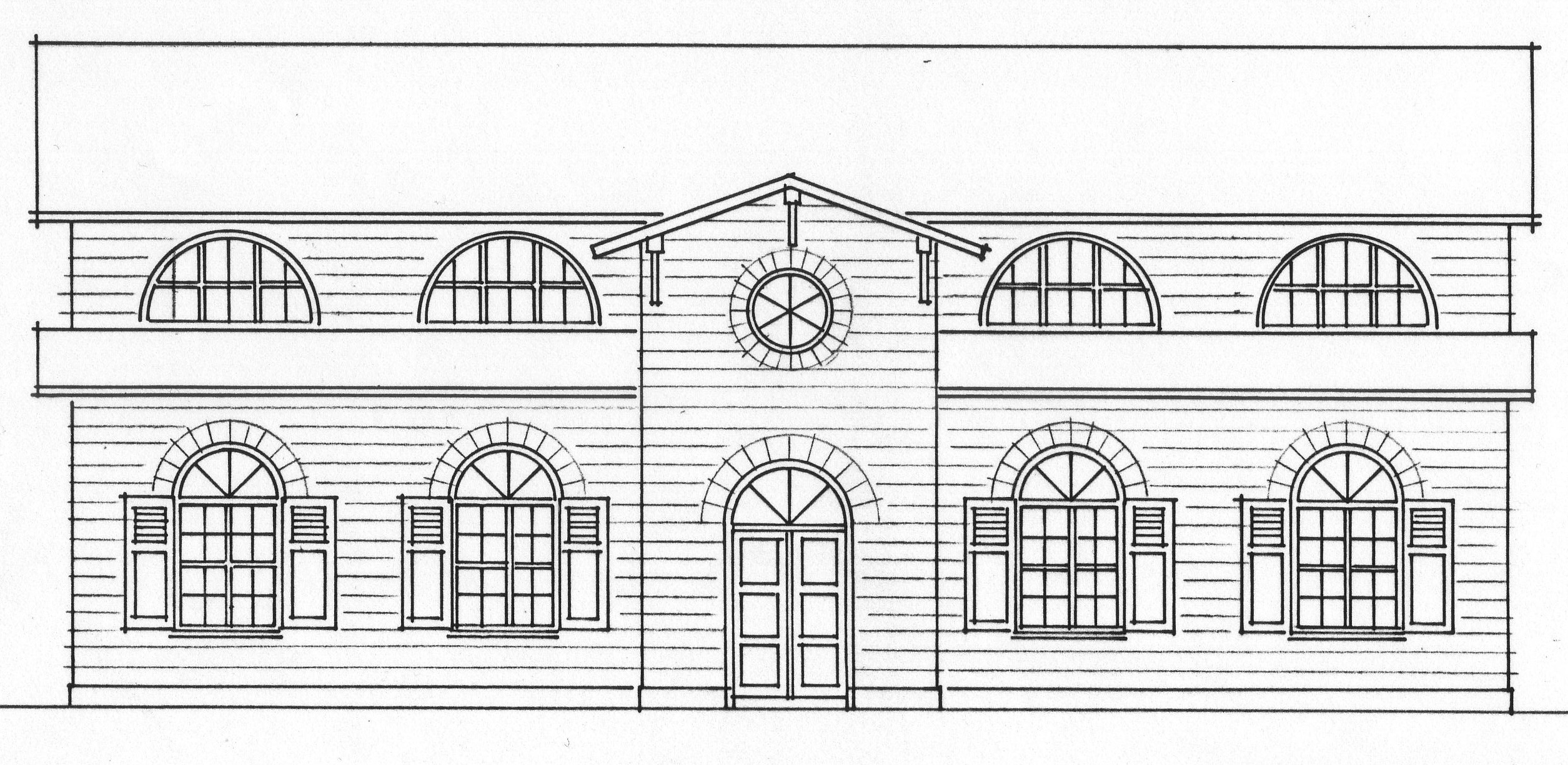
Die ca. 1860 erbaute und 1998 abgebrochene Domsporthalle

Nach der Wiedervereinigung setzte sich die Vereinigung ehemaliger Schüler und Freunde des humanistischen Gymnasiums zu Erfurt, geführt von Werner Seydlitz, zunächst bei der Stadt Erfurt für die Wiedergründung ihrer Schule im alten Gebäude in der Schillerstraße ein. Nachdem die Stadt jedoch keinen Bedarf für ein traditionelles humanistischen Gymnasiums gesehen hatte, konnte als Träger für eine solche Schule der Evangelische Kirchenkreis Erfurt gewonnen werden. Dabei spielte auch eine Rolle, dass mit der Edith-Stein-Schule bereits ein Gymnasium in katholischer Trägerschaft in Erfurt gegründet werden sollte. Am 30. Mai 1991 beschloss die Synode des Kirchenkreises, „ein Gymnasium mit evangelischem Charakter unter Aufnahme der Tradition des Erfurter Ratsgymnasiums“ zu errichten. Als Gebäude stellte die Stadt Erfurt eine neben der Predigerkirche in der Erfurter Altstadt gelegene ehemalige Regelschule zur Verfügung. 1998 erfolgte die staatliche Wiederanerkennung als Gymnasium durch den Kultusminister des Freistaates Thüringen. Im Jahr 1999 wurde eine neue Sporthalle eingeweiht, welche sich am Dom befindet und deswegen Domsporthalle genannt wurde. Seit dem Jahr 2003 nutzt die Schule zusätzlich ein modernisiertes Gebäude (ehemaliges Hotel und späteres Haus der DSF), das sich in unmittelbarer Nähe des Hauptgebäudes am Breitstrom befindet.

## Schulprofil
Das Evangelische Ratsgymnasium verfügt über ein christlich-humanistisches Profil. Die Schüler nehmen regelmäßig an Andachten und Gottesdiensten teil. Eine Teilnahme am Religionsunterricht ist verpflichtend. Es findet kein Ethikunterricht statt. Für alle Schüler ist die Teilnahme an einem sozial-diakonisches Praktikum in Klasse 10 vorgesehen.
Alle Schüler lernen die zwei Fremdsprachen Latein und Englisch ab der 5. Klasse. Es kann gewählt werden, welche Sprache intensiver gelernt wird; in der ersten Fremdsprache werden vier Wochenstunden, in der zweiten Fremdsprache drei Wochenstunden unterrichtet. Ab der 9. Klasse können sich die Schüler bei der Wahl der dritten Fremdsprache zwischen Französisch und Altgriechisch entscheiden. Zusätzlich wird zwischen drei verschiedenen Profilen gewählt: mathematisch-naturwissenschaftlich, musisch-künstlerisch oder wirtschaftlich-sozial. Verschiedene AGs (z. B. Sport, Theater, Kunsterziehung, zusätzliche Sprachen bzw. Vertiefungskurse) ergänzen das Unterrichtsangebot.
Da es jedes Jahr mehr Bewerber als Plätze für die neuen 5. Klassen gibt, findet ein Aufnahmegespräch des interessierten Schülers und der Eltern mit der Schulleitung statt, in dem die Eignung des Schülers für das Schulprofil überprüft wird. Eine Mitgliedschaft in der Kirche ist nicht notwendig. Das Evangelische Ratsgymnasium erhebt als freie Schule in Trägerschaft der Evangelischen Schulstiftung in Mitteldeutschland Schulgeld.
Im Schuljahr 2011/12 gab es von der 5. bis zur 10. Klassenstufe in jedem Jahrgang drei Klassen, davon zwei „L-Klassen“ mit Spezialisierung auf Latein und eine „E-Klasse“ mit Hauptausrichtung auf Englisch.
Ab dem Schuljahr 2012/13 gibt es nun sog. „vierzügige Klassenstufen“ mit jeweils drei L- und einer E-Klasse.

## Partnerschulen
- Deak Teri Evangelikus Gimnazium, Budapest

## Freunde und Förderer
- Förderverein des Evangelischen Ratsgymnasiums Erfurt e. V.
- Lions-Club

## Schulleiter
1. 1562–1571 Paul Dummrich
2. 1571–1575 Basilius Faber
3. 1575–1583 Paul Dummrich
4. 1583–1602 Anton Möcker
5. 1601–1612 Henning Rennemann
6. 1612–1616 Johann Retsch
7. 1616–1643 David Zinckernagel
8. 1643–1654 Liborius Capsius

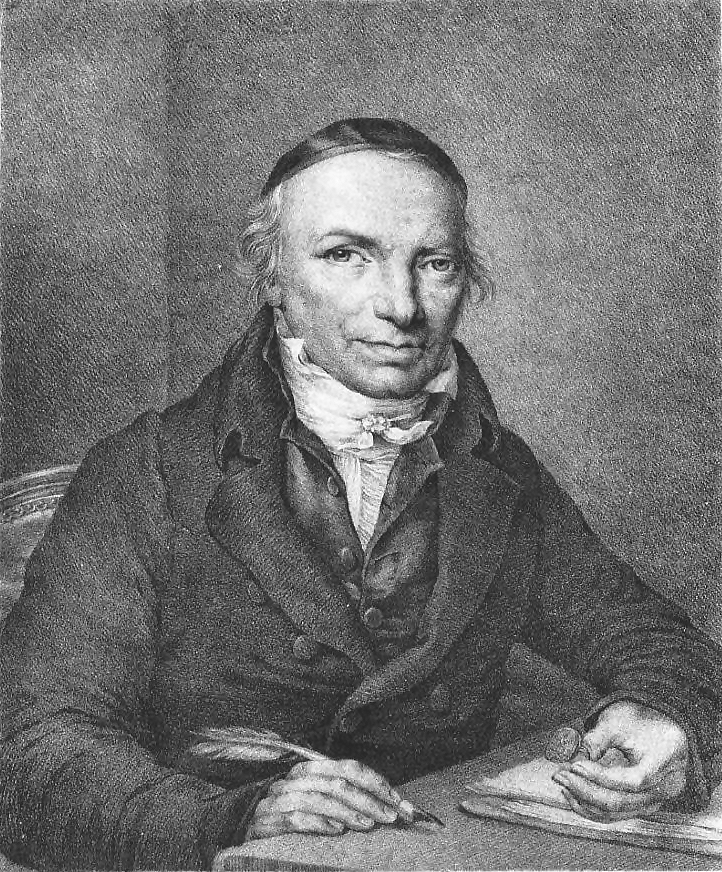
Bellermann

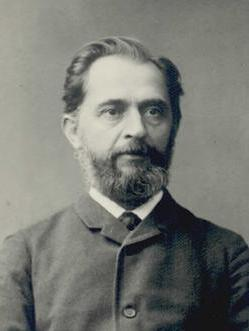
Leuchtenberger

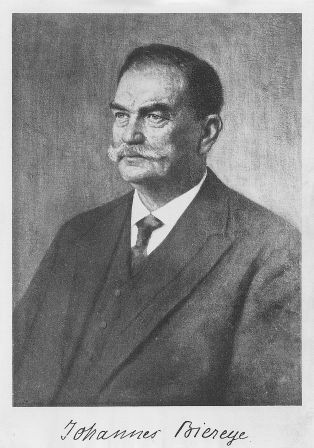
Biereye

9. 1654–1655 Justus Herbert Boetticher
10. 1655–1676 Zacharias Hogel d. Ä.
11. 1676–1714 Zacharias Hogel d. J.
12. 1714–1754 Hermann Nicolaus Stieler
13. 1754–1759 Eusebius Ernst Stieler
14. 1759–1777 Hermann Ernst Rumpel
15. 1778–1794 Heinrich August Frank
16. 1794–1804 Johann Joachim Bellermann
17. 1804–1805 Johann Jakob Friedrich Sinnhold
18. 1805–1805 Johann Ernst Möller
19. 1805–1807 Johann Christoph Petri
20. 1807–1820 Johann Friedrich Müller
21. 1820–1843 Johann Gottlieb Friedrich Strass
22. 1843–1864 Georg Schöler
23. 1864–1867 Johann Adam Hartung
24. 1867–1881 Adolf Friedrich Albert Dietrich
25. 1882–1887 Albert Hartung
26. 1888–1891 Gottlieb Leuchtenberger
27. 1892–1893 Georg Friedrich Heß
28. 1893–1907 Richard Thiele
29. 1908–1924 Johannes Biereye
30. 1924–1937 Georg Boesch[2]
31. 1937–1939 Herbert Holtdorf
32. 1939–1945 Wilhelm Rögels
33. 1945–1950 Gottfried Johannes Wolterstorff
34. 1950–1951 Hironymus Krause
35. 1992–2000 Robert Schilling
36. 2001–2020 Michael Friese
37. ab 2020 Schulleitungsteam: Anke Hamm, Friederike Bräutigam, Frank Gräf, Pfarrer Heiko Ackermann[3]

## Bekannte Schüler

### Geboren 1555 bis 1700

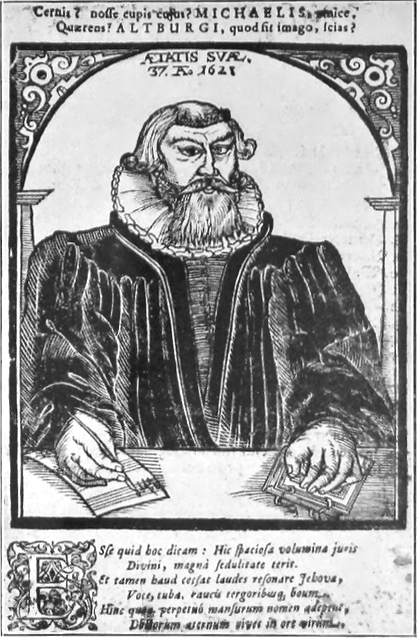
M. Altenburg

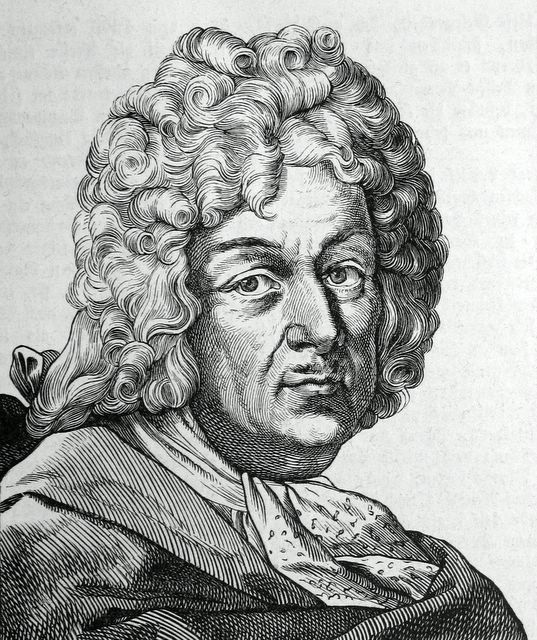
H. Ludolf

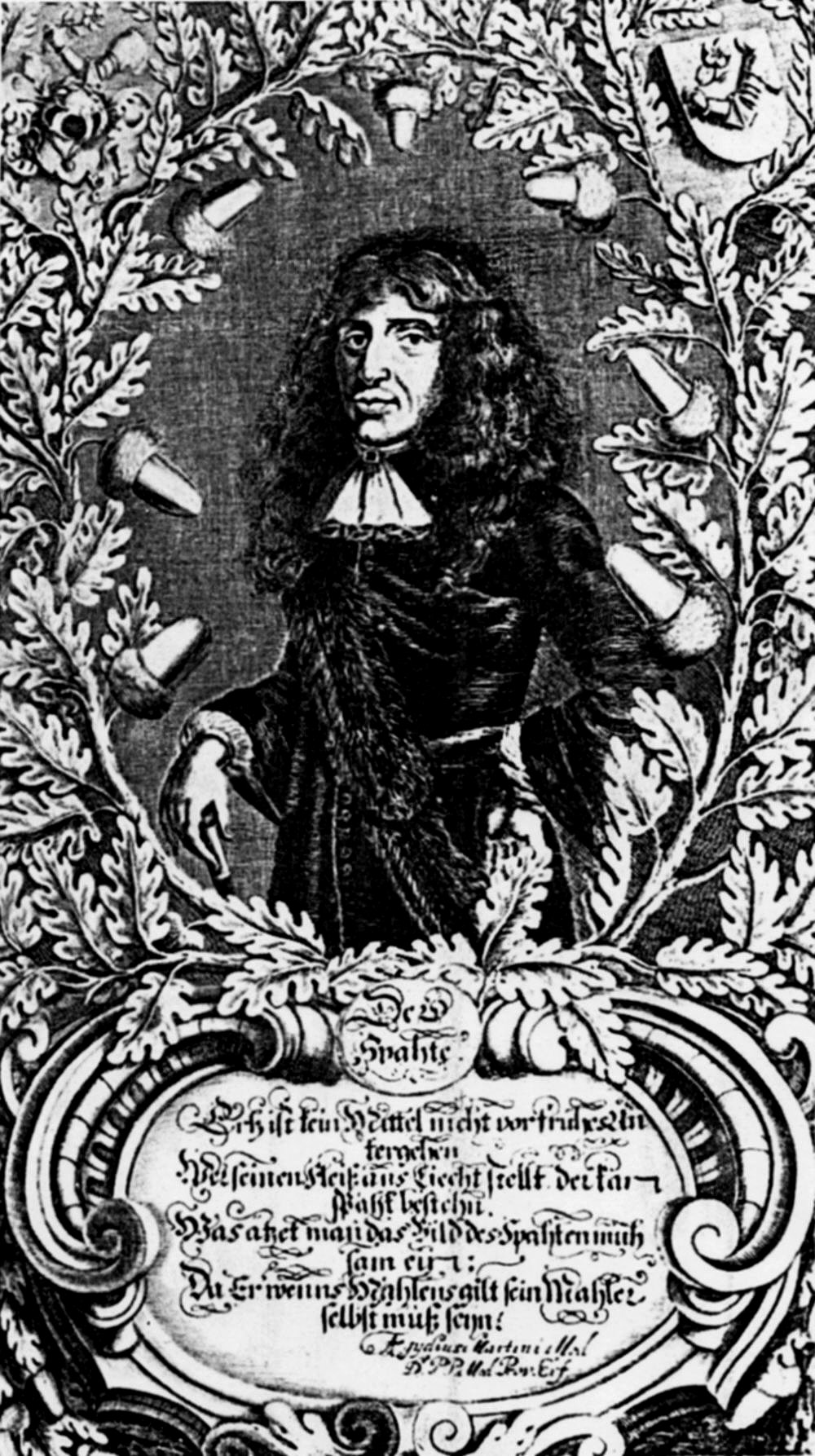
K. D. v. Stieler

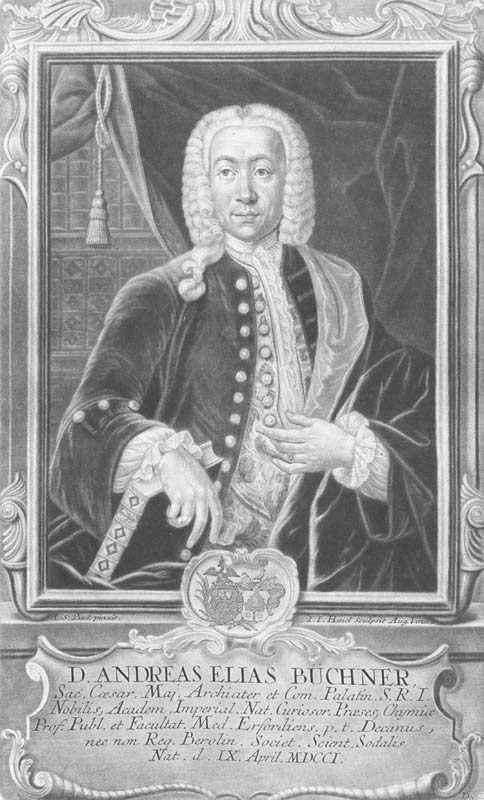
A. E. Büchner

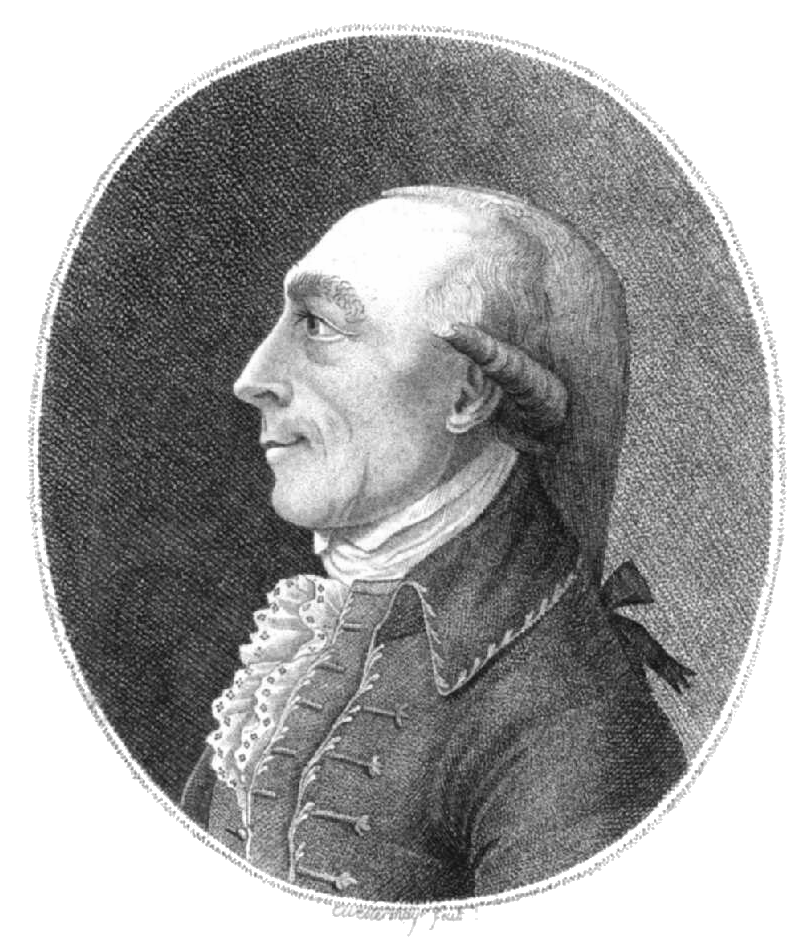
J. H. Schroeter

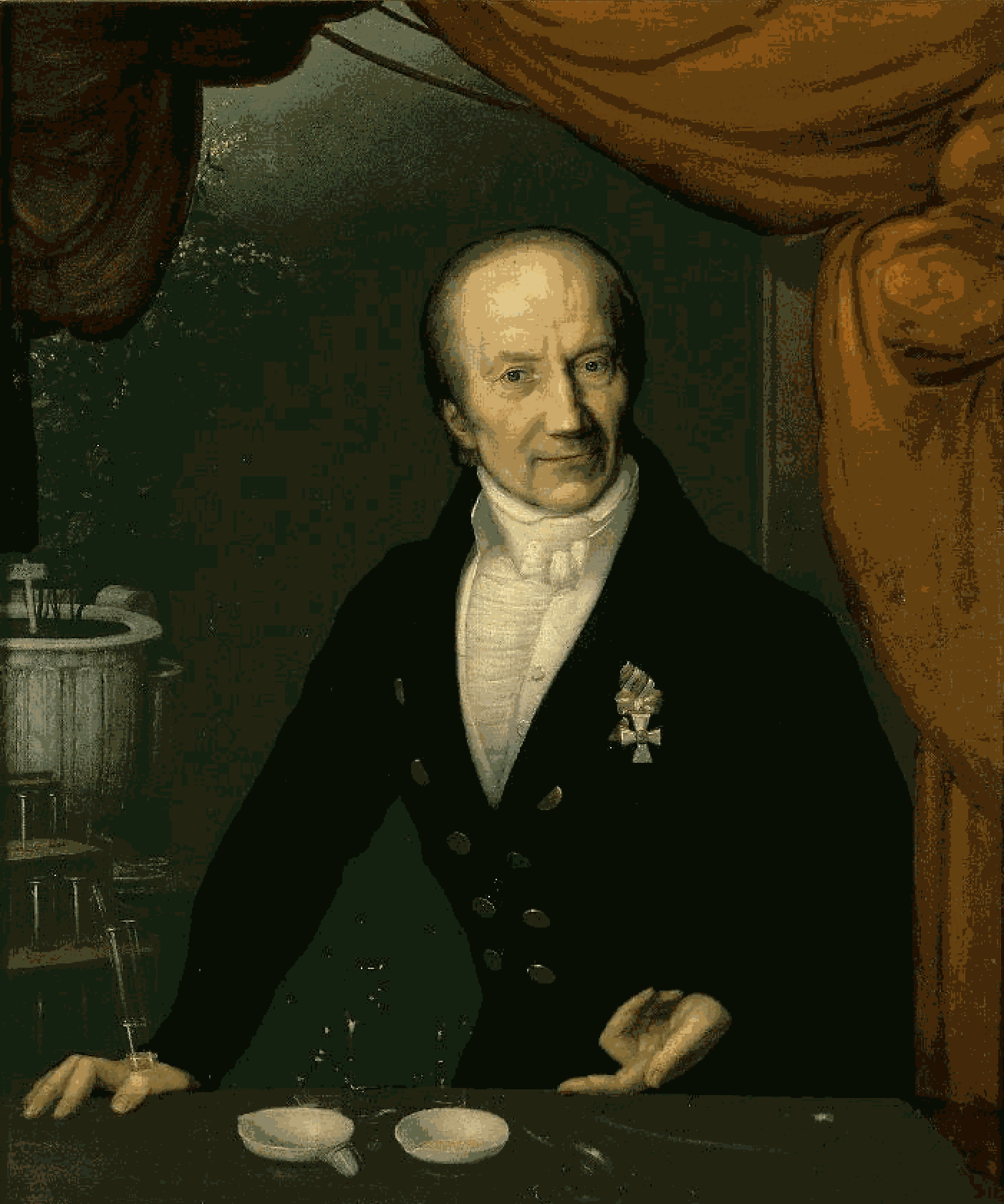
J. B. Trommsdorff

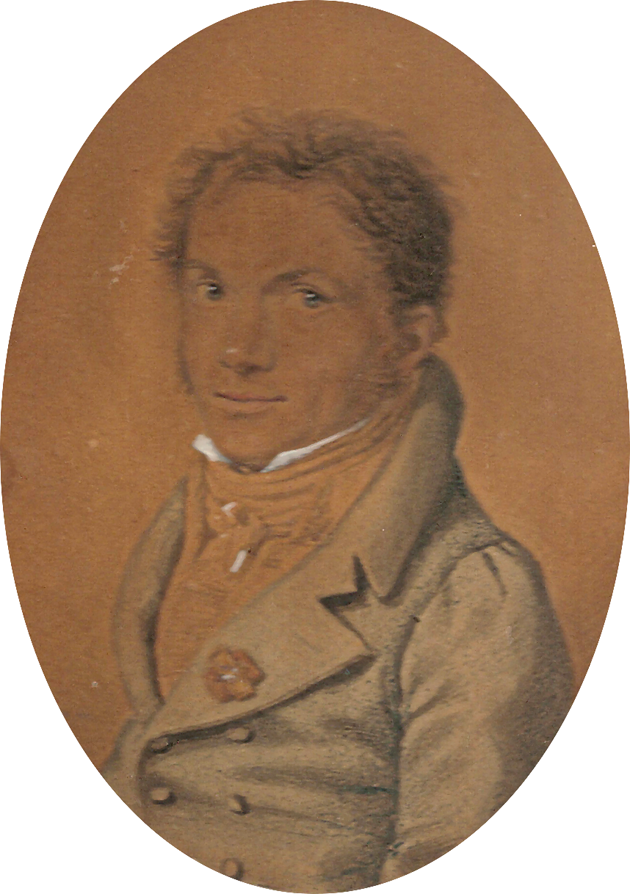
K. F. von Conta

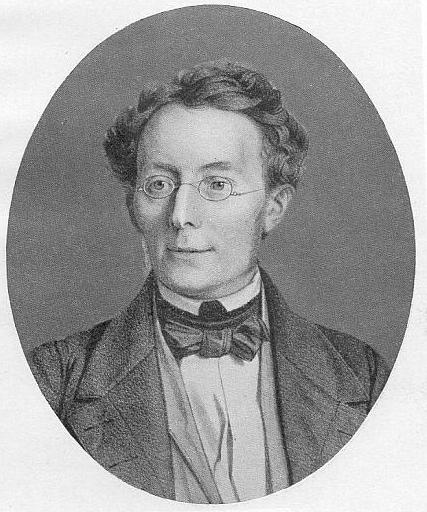
Fr. W. Ritschl

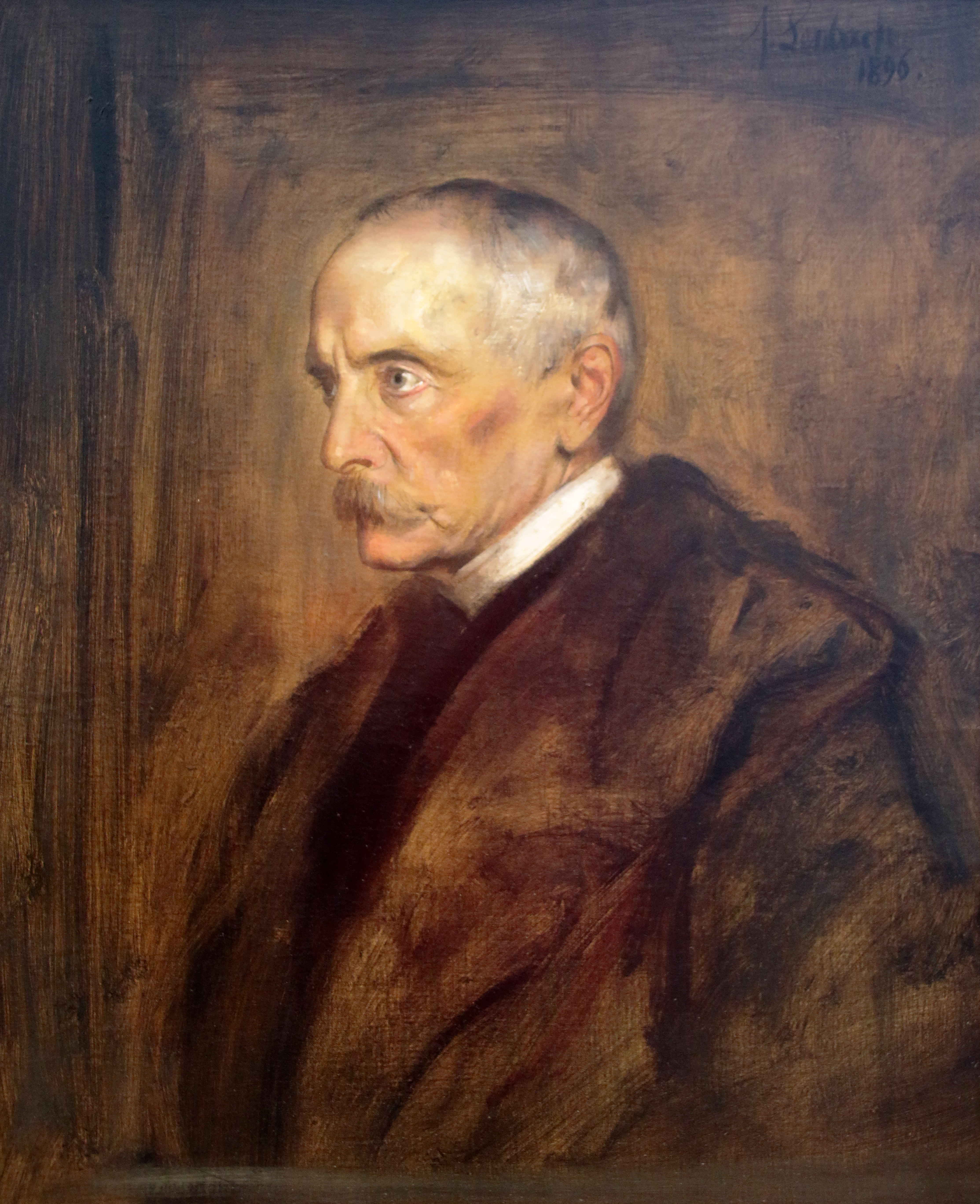
Chl. zu Hohenlohe-Schillingsfürst

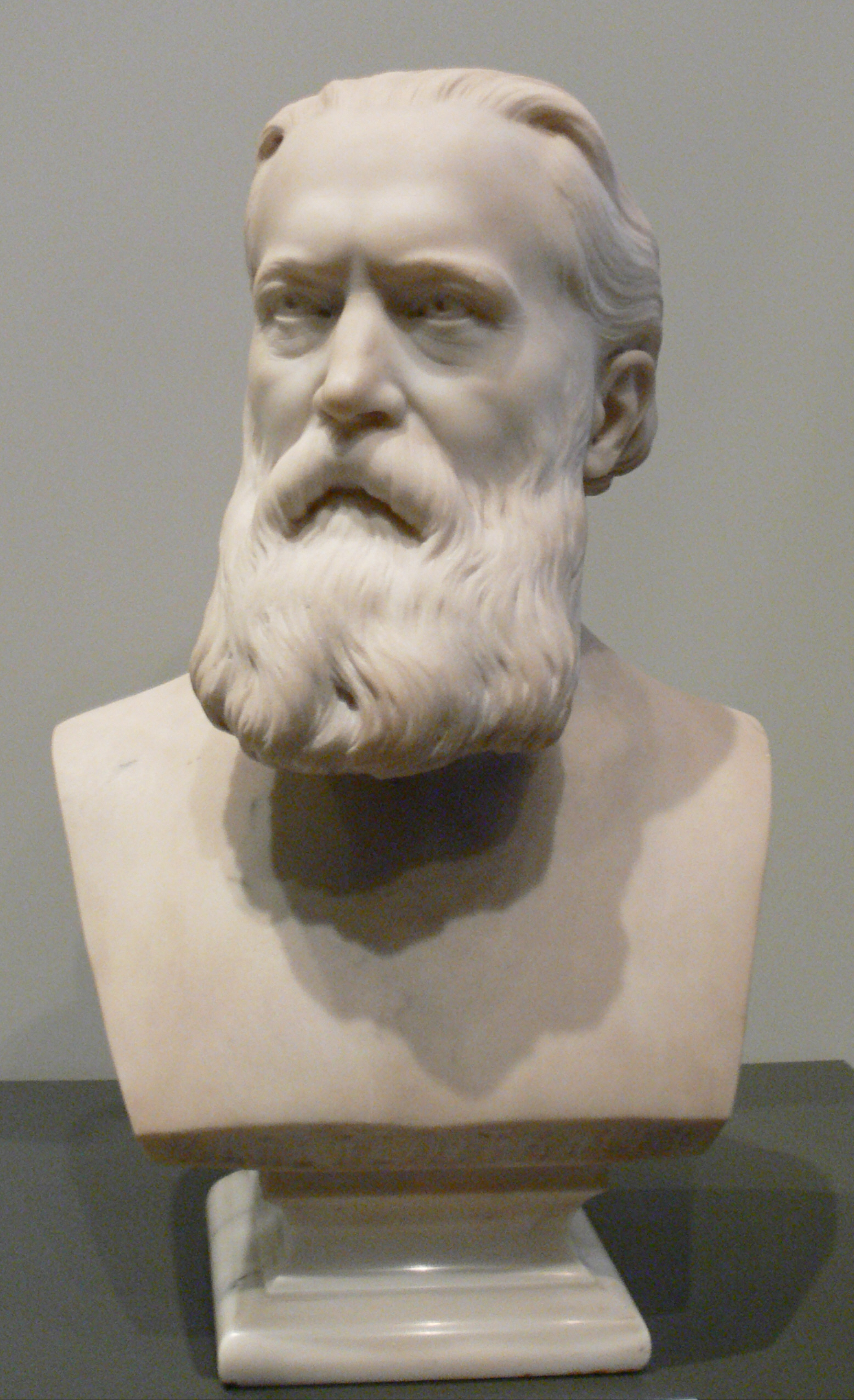
C. M. Reinthaler

J. M. v. Radowitz

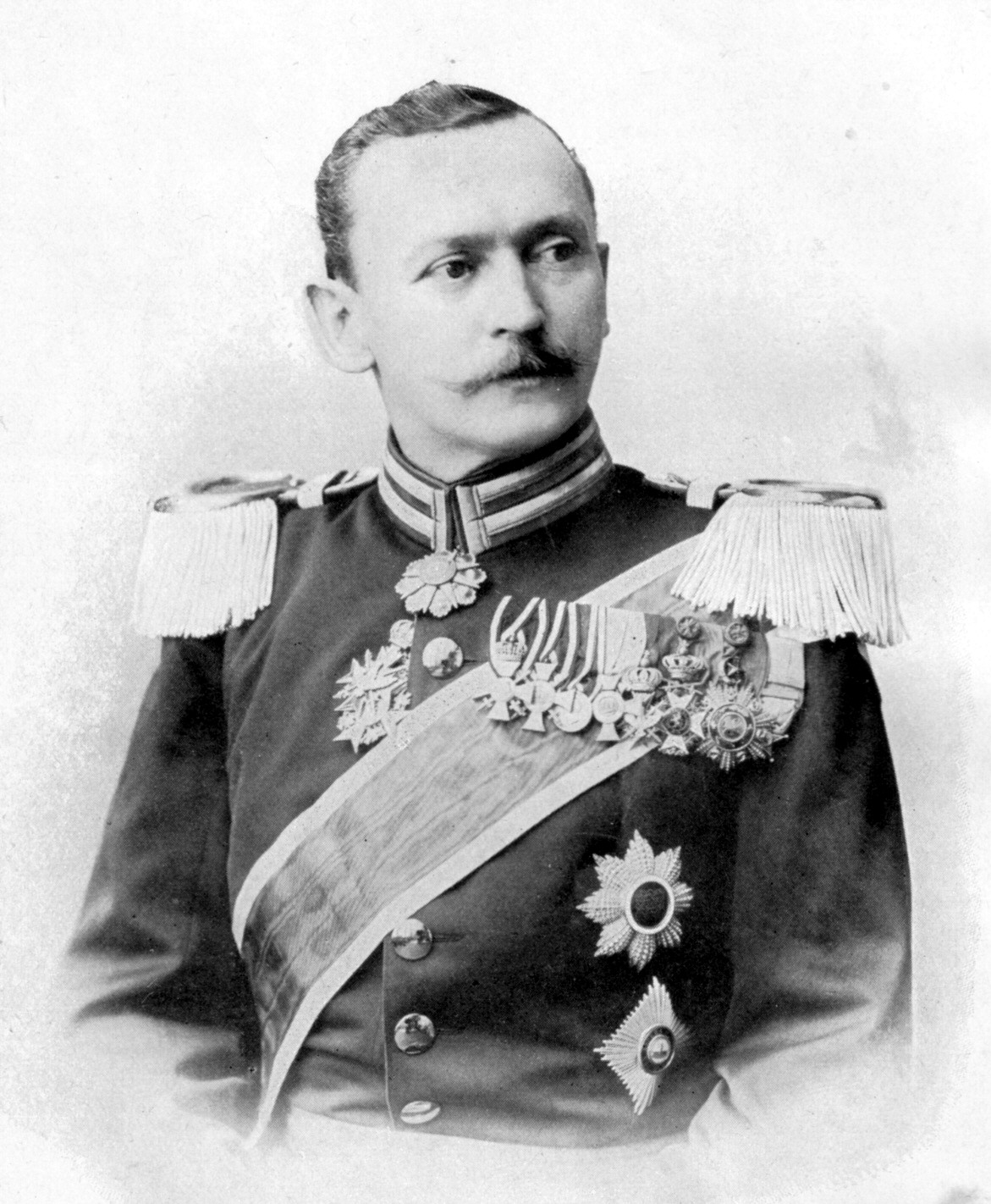
H. v. Wissmann

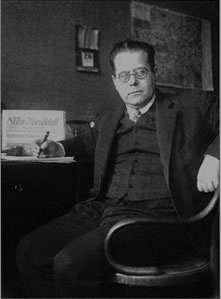
K. Pinthus

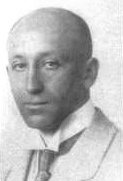
W. Benary

- Johannes Cuno (1555–1598), Pädagoge, Pfarrer und Dramatiker in Calbe
- Michael Altenburg (1584–1640), Rektor, Kantor und Pfarrer in Erfurt
- Liborius Capsius (1589–1654), Musiker, Professor und Rektor der Universität Erfurt
- Bartholomäus Elsner (1596–1662), Theologe, Sprachwissenschaftler und Orientalist, Professor und mehrfacher Rektor der Universität Erfurt
- Volkmar Limprecht (1615–1663), Lehrer und Ratsherr in Erfurt, wegen Landesverrats hingerichtet
- Hiob Ludolf (1624–1704), Universalgelehrter, Reichshofrat, Begründer der Äthiopistik
- Kaspar Stieler (1632–1707), Dichter, Sprachwissenschaftler, Staatssekretär des Herzogs zu Eisenach
- Georg Christoph Petri von Hartenfels (1633–1718), Arzt, Professor und Rektor der Universität Erfurt, Leibarzt des Mainzer Erzbischofs, mehrfacher Oberratsmeister
- Michael Hertz (1638–1713), Historiker, Professor an der Universität Erfurt
- Johann Melchior Stenger (1638–1710), Theologe, Diakon in Erfurt, Pastor in Wittstock
- Johann Wilhelm Andrae (1642–1683), Theologe, Pastor an der Kaufmannskirche Erfurt
- Friedrich Wilhelm Förster (1643–1707), Professor an der Universität Erfurt
- Hiob Ludolf d.J. (1649–1711), Mathematiker, Professor an der Universität Erfurt, Begründer der Lotterie in Deutschland
- Johann Philipp Bendler (1654–1709), Musiktheoretiker und Organist in Quedlinburg, Verfasser der Organopoeia
- Heinrich Wilhelm Ludolf (1655–1712), Gelehrter, Verfasser der Grammatica Russica (erste Grammatik der russischen Volkssprache)
- Johann Heinrich Buttstedt (1666–1727), Musiker und Komponist, Ratsorganist in Erfurt
- Sigismund Friese (1673–1754), Ratsherr, Stadtchronist, Mitgründer der Kunstsammlungen des ev. Waisenhauses in Erfurt
- Tobias Jakob Reinharth (1684–1743), Jurist, Professor, Rektor der Universitäten Erfurt und Göttingen
- Johann Gottfried Walther (1684–1748), Organist an der Stadtkirche Weimar, Verfasser eines Musicalischen Lexicon
- Hieronymus Friedrich Schorch (1692–1783), Jurist, Professor an der Erfurter Universität, Präsident der Akademie gemeinnütziger Wissenschaften, mehrfacher Oberratsmeister
- Heinrich Wilhelm Fratscher (1694–1757), Theologe und Bibelforscher, Professor an der Universität Erfurt
- Constantin Bellermann (1696–1758), Gelehrter, Musiker und Dichter, Rektor in Minden
- Christian Papst (1698–1773), Goldschmied, Hauptmeister des Barock in Erfurt

### Geboren 1700 bis 1800
- Andreas Elias Büchner (1701–1769), Arzt, Professor an den Universitäten Erfurt und Halle, Präsident der Leopoldina
- Johann Justus Perthes (1702–1757), Arzt in Rudolstadt, Vater des Verlegers Justus Perthes
- Johann Wilhelm Albrecht (1703–1736), Arzt, Professor an den Universitäten Erfurt und Göttingen
- Johann Hieronymus Kniephoff (1704–1763), Botaniker und Mediziner, Professor und Rektor der Universität Erfurt
- Johann Rudolph Engau (1708–1755), Jurist, Professor an der Universität Jena, Hofrat
- Hieronymus von Ludolph (1708–1764), Arzt, Physiker, Chemiker, und Botaniker, Professor an der Universität Erfurt, Leibarzt des Mainzer Erzbischofs
- Johann Jakob Sorber (1714–1797), Rechtswissenschaftler, Professor an der Universität Marburg
- Johann Michael Languth (1718–1788), Theologe, Mitbegründer der Herrnhuter Brüdergemeine
- Christoph Andreas Mangold (1719–1767), Arzt, Chemiker und Philosoph, Professor an der Erfurter Universität
- Rudolph Augustin Vogel (1724–1774), Arzt, Professor an der Universität Göttingen
- Johann Andreas Wilhelm Büchner (1730–1815), Arzt, Gelehrter und Dichter, Direktor der Akademie gemeinnütziger Wissenschaften
- Johann Christian Kittel (1732–1809), Organist und Komponist
- Christian Friedrich Immanuel Schorch (1732–1804), Jurist, Professor und Rektor der Universität Erfurt
- Georg Peter Weimar (1734–1800), Musiktheoretiker, Kantor, Musikdirektor des Ratsgymnasiums
- Wilhelm Bernhard Trommsdorff Arzt, Professor an der Universität Erfurt, Stifter des Klinischen Institutes Erfurt
- Johann Carl Oettinger (1740–1806), Arzt, Professor an der Universität Erfurt
- Johann Jacob Planer (1743–1789), Arzt, Botaniker, Professor an der Universität Erfurt
- Johann Hieronymus Schroeter (1745–1816), Jurist und Astronom in Lilienthal bei Bremen
- Rudolph Zacharias Becker (1752–1822), Pädagoge, Schriftsteller und Verlagsbuchhändler in Gotha
- Kaspar Friedrich Lossius (1753–1817), Pfarrer, Pädagoge und Schriftsteller in Erfurt
- Johann Georg Wendel (1754–1834), Mathematiker, Maler und Pädagoge in Erfurt
- Johann Joachim Bellermann (1754–1842), Orientalist, Pädagoge und Musiker, Professor an der Berliner Universität
- Sigismund Friedrich Hermbstädt (1760–1833), Chemiker, Professor an der Berliner Universität
- Johann Melchior Möller (1760–1824), Pfarrer in Stotternheim
- Constantin Beyer (1761–1829), Jurist, Buchhändler, Stadtchronist und Karikaturist in Erfurt
- Christian Martin Gotthilf Hermann (1765–1823), Theologe, Professor an der Universität Erfurt, Leiter des ev. Ministeriums
- Johann Bartholomäus Trommsdorff (1770–1837), Apotheker in Erfurt, Begründer der wissenschaftlichen Pharmazie
- Johann Christoph Weingärtner (1771–1833), Mathematiker, Geistlicher und Theologe, Professor an der Universität Erfurt
- Christian Ernst August Schwabe (1774–1843), Theologe in London
- Johann Jakob Bernhardi, Arzt, Botaniker, Professor an der Universität Erfurt, Vizepräsident der Akademie gemeinnütziger Wissenschaften
- Karl von Conta (1778–1850), Politiker, 1845 Präsident der Landesdirektion Weimar
- Sebastian Lucius (1781–1857), Unternehmer
- Carl Ritschl (1783–1858), evangelischer Theologe und Bischof von Pommern
- Johann Jeremias Kummer (1785–1859), deutscher Pädagoge und Schriftsteller
- Johann Ludwig Böhner (1787–1860), Pianist und Komponist
- Ludwig Ernst Gebhardi (1787–1862), Musiker und Komponist, Musikdirektor der Predigergemeinde
- Johann Friedrich Keyser (1788–1829), Buchhändler und Verleger in Erfurt
- Johann Friedrich Möller (1789–1861), Theologe, Generalsuperintendent der Provinz Sachsen, Abgeordneter im Erfurter Unionsparlament
- Johann Georg Quehl (1792–1870), Theologe, Superintendent in Osterwieck
- Karl Rheinthaler (1794–1863), Gründer und Rektor des Erfurter Martin-Stiftes
- Heinrich August Erhard (1793–1851), Historiker und Archivar, Direktor des Vereins für Geschichte und Altertumskunde Westfalens
- Johann Jakob Leitzmann (1798–1877), Theologe, Numismatiker, Pfarrer in Tunzenhausen
- Nikolaus Andreas Ketschau (1798–1869), Komponist, Dirigent und Musikpädagoge, Mitbegründer und Leiter des Erfurter Musikvereins 1826

### Geboren 1800 und später
- Heinrich Wilhelm Stolze (1801–1868), Organist, Komponist und Musikpädagoge
- Johann Christian Wilhelm August Hopfensack (1801–1874), Theologe, Pädagoge in Duisburg und Kleve, Dichter geistlicher Lieder
- Johann Friedrich Cramer (1802–1859), Pädagoge und Musiker, Professor an der Universität Stralsund
- Gustav Graf von Keller (1805–1897), erster Direktor der Thüringischen Eisenbahn Gesellschaft, Abgeordneter im Erfurter Unionsparlament
- Friedrich Ritschl (1806–1876), Klassischer Philologe, Professor an den Universitäten Bonn und Leipzig
- Gustav Adolph von Kayser (1807–1903), Staatsminister in Sondershausen
- August Gottfried Ritter (1811–1885 in Magdeburg) Komponist und Domorganist in Magdeburg.
- Franz Kuchenbuch (1812–1896), Jurist und Künstler in Berlin und Müncheberg
- Eduard Lucas (1816–1882), Botaniker, Gründer des „Pomologischen Institutes“ in Reutlingen
- Franz Carl Heinemann (1819–1975), Gartenbauunternehmer in Erfurt
- Victor Moritz Karl zu Hohenlohe-Schillingsfürst (1818–1893), Herzog von Ratibor und Fürst von Corvey, deutscher Standesherr und Politiker
- Chlodwig zu Hohenlohe-Schillingsfürst (1819–1901), Jurist, preußischer Ministerpräsident und Reichskanzler
- Ernst Benary (1819–1893), Pflanzenzüchter, Samenproduzent und Unternehmer
- Ernst Biltz (1822–1903), Pharmazeut, Erforscher des Chloroform, Eigentümer der Grünen Apotheke in Erfurt
- Friedrich Müller (1822–1897), Botaniker in Brasilien
- Carl Martin Reinthaler (1822–1896), Komponist, Leiter des Domchors in Bremen
- Gustav von Stiehle (1823–1899), Preußischer General der Infanterie
- Oskar Schade 1826–1906, Germanist, Professor an der Universität Königsberg, Verfasser u. a. des Altdeutschen Wörterbuches
- Hermann Müller (1829–1883), Botaniker und Pädagoge in Lippstadt, Korrespondenzpartner von Charles Darwin, entdeckte die Coevolution
- Robert Lucius von Ballhausen (1835–1914), Naturwissenschaftler, Politiker, preußischer Landwirtschaftsminister
- Alfred Kirchhoff (1838–1907), Naturwissenschaftler, Geograf, Professor an der Universität Halle
- Joseph Maria von Radowitz (1839–1912) Diplomat, kommissarischer Staatssekretär im Auswärtigen Amt des Deutschen Reiches
- Hippolyt von Vignau (1843–1926), Generalintendant des Hoftheaters und der Hofkapelle in Weimar
- Hermann von Wissmann (1853–1905), Afrikaforscher, Reichskommissar und Gouverneur von Deutsch-Ostafrika
- Johannes Biereye (1860–1949), Historiker und Pädagoge, Präsident der Akademie gemeinnütziger Wissenschaften
- Erich von Bibow (1873–1937), Major, Monarchist, Mitbegründer eines Freikorps
- Arthur Moeller van den Bruck (1876–1925), (ohne Abschluss) Kunsthistoriker und völkisch-nationalistischer Publizist
- Erich von Gilsa (1879–1963), Offizier, Politiker und Reichstagsabgeordneter der DVP
- Kurt Pinthus (1886–1975), expressionistischer Schriftsteller und Dramaturg, Dozent an der Columbia-Universität New York
- Wilhelm Benary (1888–1955), deutsch-amerikanischer Psychologe, Verleger und Kaufmann
- Theodor Neubauer (1890–1945), Politiker (DDP, USPD, KPD) und Widerstandskämpfer
- Lorenz Drehmann (1915–1992), Bibliothekar, Vorsitzender des Vereins „Heimattreue Erfurter e. V.“ in Westdeutschland, Ehrenbürger von Erfurt
- Steffen Wilhelm (* 1981), Schauspieler
- Paul Schröder (* 1982), Schauspieler am Thalia-Theater Hamburg
- Almut Peukert (* 1983), Juniorprofessorin für Soziologie, insbesondere Arbeit, Organisation und Gender, Universität Hamburg
- Nadja Storz (* 1984), Journalistin und Fernsehmoderatorin beim MDR
- Katharina Treutler (* 1985), Pianistin
- Lea Eisleb (* 1992), Schauspielerin
- Miriam Schweiger (* 1994), Schauspielerin
- Carlotta Weide (* 2004), Schauspielerin